# Opieka zdrowotna
Opieka zdrowotna – ogół środków mających na celu zapewnienie zachowania dobrego stanu zdrowia lub jego przywrócenie.
Realizowana jest za pomocą systemu opieki zdrowotnej.